# Mesostalita comottii
Mesostalita comottii is een spinnensoort in de taxonomische indeling van de celspinnen (Dysderidae).
Het dier behoort tot het geslacht Mesostalita. De wetenschappelijke naam van de soort werd voor het eerst geldig gepubliceerd in 1999 door Fulvio Gasparo.